# مكتبة سيلسوس
مكتبة سيلسوس ( (باليونانية: Βιβλιοθήκη του Κέλσου) ) هو مبنى روماني قديم في أفسس ، الأناضول ، يقع اليوم بالقرب من مدينة سلجوق الحديثة ، في مقاطعة إزمير بغرب تركيا . تم بناء المبنى في سنوات 110 م من قبل قنصل الجمهورية الرومانية ، جايوس يوليوس أكويلا ، كنصب تذكاري جنائزي لوالده تيبيريوس يوليوس سيلسوس بوليمينوس ، حاكم آسيا السابق ،   واكتمل في عهد الإمبراطور الروماني هادريان ، في وقت ما بعد وفاة أكيلا.  
تعتبر مكتبة سيلسوس أعجوبة معمارية ، وهي واحدة من الأمثلة الوحيدة المتبقية للمكتبات العظيمة في العالم القديم الواقعة في الإمبراطورية الرومانية . كانت ثالث أكبر مكتبة في العالم اليوناني الروماني بعد تلك الموجودة في الإسكندرية وبرغاموم فقط ، والتي يُعتقد أنها احتوت على حوالي 12000 مخطوطة.  دفن سيلسوس في سرداب أسفل المكتبة في تابوت رخامي مزخرف.  تبلغ مساحتها الداخلية حوالي 180 مترًا مربعًا (2000 قدم مربع). 
تم تدمير الجزء الداخلي للمكتبة ومحتوياتها في حريق نتج إما عن زلزال أو غزو قوطي عام 262 م ،  والواجهة بسبب زلزال في القرن العاشر أو الحادي عشر.  ظلت في حالة خراب لعدة قرون حتى أعاد علماء الآثار تشييد الواجهة بين عامي 1970 و 1978. 

## تاريخ
تمتع سيلسوس بمهنة عسكرية وسياسية ناجحة ، حيث خدم كقائد في الجيش الروماني قبل انتخابه ليكون قنصلًا للإمبراطورية الرومانية في 92 م.  كان سيلسوس ، وهو مواطن يوناني روماني من ساردس أو أفسس ، ينتمي إلى عائلة من الكهنة في روما ،   من أوائل الرجال من المقاطعات الشرقية الناطقة باليونانية في الجمهورية الرومانية الذين عملوا كقنصل ،   أعلى منصب منتخب في روما الإمبراطورية .  ربما كان أول يوناني يصبح عضوًا في مجلس الشيوخ الروماني ، ولكن هناك جدل علمي حول أن هذا قد يكون أو لا يكون صحيحًا.  تم تعيينه لاحقًا حاكمًا أو حاكمًا لآسيا ، المقاطعة الرومانية التي كانت تغطي تقريبًا نفس المنطقة مثل تركيا الحديثة.  عمل سيلسوس سيناتورًا رومانيًا وقنصلًا وباريتورًا ، وارتقى في الرتب بسرعة كبيرة.  ثم تقاعد وعاد إلى منزله في أفسس.
بعد وفاة سيلسوس ، بنى ابنه جايوس يوليوس أكويلا المكتبة على شرفه ، مستخدمًا التقنيات اليونانية والرومانية .  قام ابنه أكويلا بتكليف المكتبة تكريما له ، على الرغم من أنها لم تكتمل إلا بعد وفاة أكيلا. يسجل نقش أن سيلسوس ترك إرثًا كبيرًا يبلغ 25000 دينار لدفع تكاليف مواد القراءة في المكتبة.  في الثقافة الرومانية القديمة ، كان من المتوقع أن يعمل الأثرياء والمتميزون كمتبرعين ، وأن يستخدموا ثروتهم من أجل الصالح العام للمجتمع.  امتد هذا المعتقد الروماني إلى أقاليم ومقاطعات رومانية أخرى ، مثل مدينة أفسس اليونانية ، حيث بنى أكويلا المكتبة تكريماً لوالده ، ولكن أيضًا لصالح أفسس ككل. تجسد المكتبة نفسها أيضًا القيم الرومانية لتقاسم المعرفة ومحو الأمية المتزايدة . 
أصبحت عائلة سيلسوس على الأرجح مواطنين في الإمبراطورية الرومانية في عهد الإمبراطور الروماني تيبريوس (14-37 م) ، كما سمي على اسم تيبيريوس ، والذي ربما كان لتكريم الإمبراطور.  عملت المكتبة كمساحة عامة للمدينة من اكتمالها حوالي 117-135 حتى 262 م ، عندما تم تدميرها في حريق نتج إما عن زلزال أو غزو قوطي .  كان الطابق الرئيسي بمثابة غرفة قراءة مضاءة بوفرة الضوء الطبيعي من النوافذ الشرقية. كانت الأرفف أو الأرماريا الموضوعة في منافذ على طول الجدران تحمل لفائف كتب من ورق البردي يمكن للزوار قراءتها ، على الرغم من عدم السماح بالاقتراض لأن نسخ الكتب كانت نادرة وتحتاج إلى عمالة مكثفة لإنتاجها. ربما تم الاحتفاظ بمخطوطات إضافية في صناديق كتب قائمة بذاتها موضوعة حول الغرفة ، وفي هذه الحالة سيكون للمكتبة قدرة استيعاب تصل إلى ستة عشر ألف مخطوطة. 
تم تدمير محتويات المكتبة الداخلية ومحتوياتها بنيران عام 262 م ، على الرغم من أنه لا يزال من غير المعروف ما إذا كان هذا الحريق ناتجًا عن كارثة طبيعية أو غزو قوطي ، حيث يبدو أن المدينة قد أصيبت بواحد من كل تلك السنة.  نجت الواجهة فقط ، حتى تركها زلزال في القرن العاشر أو الحادي عشر في حالة خراب أيضًا.  بين عامي 1970 و 1978 ، قاد عالم الآثار الألماني فولكر مايكل ستروكا حملة إعادة الإعمار. قام ستروكا بتحليل الأجزاء التي تم التنقيب عنها بواسطة علماء الآثار النمساويين بين عامي 1903 و 1904.  في غضون ذلك ، تم اقتناء بعض العناصر المعمارية من قبل متاحف في فيينا واسطنبول . يجب استبدال الأجزاء الغائبة بنسخ أو تركها مفقودة.  تم إعادة بناء الواجهة فقط ، بينما بقي باقي المبنى في حالة خراب.

## بنيان
تم تزيين الواجهة الرخامية المواجهة للشرق للمكتبة بشكل معقد بنقوش نباتية وتماثيل بورتريه. تم بناء الواجهة من الخارج بمنظور خاطئ ، وهي تقنية يونانية. هذا يعني أن الأعمدة الداخلية أطول بينما الأعمدة الخارجية أعلى. على الرغم من أن الأعمدة ليست متطابقة ، إلا أن الوهم هو أنها متطابقة. هذا يجعل المكتبة تبدو أكبر من الخارج وأكثر فخامة مما هي عليه في الواقع.  تشمل ميزات التصميم أوراق الأقنثة والمخطوطات وشعارات fasces ، وهذا الأخير هو رمز للقوة الحاكمة التي تشير إلى فترة Celsus في منصب القنصل.  تم بناء المكتبة على منصة ، بعرض تسع درجات للمبنى تؤدي إلى ثلاثة مداخل أمامية. تعلوها نوافذ كبيرة ربما تكون مزودة بزجاج أو أعمال شبكية. 
يحيط بالمداخل أربعة أزواج من الأعمدة المركبة مرتفعة على قواعد . توجد مجموعة من الأعمدة الكورنثية فوقها مباشرة. تتكون الأعمدة الموجودة في المستوى السفلي من أربعة أعمدة تحتوي على تماثيل للإناث من الفضائل: صوفيا (الحكمة) ، والمعرفة (المعرفة) ، والذكاء (الذكاء) ، وأريت (التميز).   التماثيل الأربعة لفضائل الإناث ليست أصلية ، بل تم استبدالها بأربعة تماثيل عشوائية للإناث.  تشير هذه الفضائل إلى الغرض المزدوج للهيكل ، الذي تم بناؤه ليعمل كمكتبة وضريح ؛ إن وجودهما يعني أن الرجل الذي بنيت من أجله يمثل هذه الفضائل الأربع ، وأن الزائر قد يزرع هذه الفضائل في نفسه أو نفسها من خلال الاستفادة من مقتنيات المكتبة. يشبه هذا النوع من الواجهات ذات الإطارات الداخلية ومنافذ التماثيل تلك الموجودة في السطح الموجود في المسارح اليونانية القديمة ، ومن ثم توصف بأنها "سينوغرافية". تحيط الأعمدة الموجودة في المستوى الثاني بأربعة أرجل ، موازية للعقد أدناه ، والتي كانت تحمل تماثيل سيلسوس وابنه.  قد يكون سجل ثالث من الأعمدة موجودًا في العصور القديمة ، على الرغم من بقاء اثنين فقط اليوم. 
في الداخل ، هناك ثلاثة مستويات من خزائن الكتب التي يمكن الوصول إليها من خلال السلالم.  كان الدرج الرئيسي محاطًا بنقشين ، أحدهما باليونانية والآخر باللاتينية ، يلبي احتياجات كل من الرومان واليونانيين من جميع الطبقات المتعلمة.  يوجد أيضًا لفيفة هيلينستية على المداخل تحمل رمزًا رومانيًا يوضح التفاعل بين الثقافتين.  الملامح الرومانية هي العواصم المركبة وكذلك مشاهد الفروع المسرحية الثلاثية.  ظهرت العديد من الزخارف الرومانية في جميع أنحاء المكتبة ، بما في ذلك النقوش على غرار يوليوس قيصر والتي لم يسبق رؤيتها من قبل في أفسس أو آسيا الصغرى بشكل عام. يتكون الجزء الداخلي من المبنى ، الذي لم يتم ترميمه بعد ، من غرفة واحدة مستطيلة بقياس 17x11 م ، مع حنية مركزية مؤطرة بقوس كبير عند الجدار البعيد. احتوت الحنية على منصة لتمثال ، فقد الآن ، والذي من المحتمل أن يصور سيلسوس ، على الرغم من أن بعض العلماء اقترحوا أنها كانت مينيرفا ، إلهة الحكمة الرومانية. 
سرداب يحتوي على تابوت رخامي مزخرف لسيلسوس يقع تحت أرضية الحنية.   كان من غير المعتاد في الثقافة الرومانية أن يُدفن شخص ما داخل مكتبة أو حتى داخل حدود المدينة ، لذلك كان هذا شرفًا خاصًا لسيلسوس ، مما يعكس دوره البارز كمسؤول عام.
كانت الجدران الثلاثة المتبقية مبطنة إما بمستويين أو ثلاثة مستويات من الكوات بقياس 2.55x1.1x0.58 متر في المتوسط ، والتي كانت ستحمل Armaria لإيواء اللفائف.  قد يكون لهذه المنافذ ، التي كانت مدعومة بجدران مزدوجة ، وظيفة للتحكم في الرطوبة وحماية اللفائف من درجات الحرارة القصوى.  كان الطابق العلوي عبارة عن معرض به شرفة تطل على الطابق الرئيسي ، مما يخلق تأثيرًا مكانيًا شاملاً بالداخل.  يمكن الوصول إليه عبر مجموعة من السلالم مدمجة في الجدران ، مما يضيف دعماً هيكلياً. كان السقف مسطحًا وربما كان يحتوي على كوة دائرية مركزية لتوفير مزيد من الضوء. 
يعكس تصميم المكتبة بواجهتها المزخرفة والمتوازنة تأثير الطراز اليوناني على العمارة الرومانية التي بلغت ذروتها في القرن الثاني.
بعد زلزال بحر إيجة 2020 في 20 أكتوبر 2020 ، تم اختبار أداء المكتبة التي أعيد بناؤها ، وكان أداؤها جيدًا من حيث السلوك الزلزالي والتفاعل بين الجدران والواجهة المجاورة. 

## بورتريه من سيلسوس
كان تمثال سيلسوس المدرج الآن في متحف إسطنبول الأثري واحدًا من ثلاثة تماثيل لراعي المبنى تقع في المستوى الثاني من الواجهة.  تم تصويره بفك قوي وشعر مجعد ولحية أنيقة ، وخصائص صورة هيلينزينج تعكس الخيارات الأسلوبية لواجهة المبنى.  يحاكي الأسلوب سمات البورتريه الإمبراطوري الأدرياني ، مما يوحي بأنه تم نحته ليس فقط بعد حياة سيلسوس ، ولكن أيضًا لابنه أكيلا. يشير اختيار تصويره بالدروع الكاملة إلى أن أحفاد سيلسوس اعتبروا مسيرته العسكرية لا تُنسى ومصدر فخر.

## ذكرى
تم تصوير واجهة المبنى على ظهر الورقة النقدية التركية البالغة 20 مليون ليرة للأعوام 2001-2005  والعملة الورقية الجديدة من فئة 20 ليرة لعام 2005-2009. 

## أنظر أيضا
- قائمة المكتبات في العالم القديم
- قائمة المكتبات المدمرة

## الحواشي
1. 1 2 3  Swain، Simon (2002). Dio Chrysostom: Politics, Letters, and Philosophy. أكسفورد and New York: دار نشر جامعة أكسفورد. ص. 57. ISBN:9780199255214. Nevertheless, in 92 the same office went to a اليونان، Tiberius Julius Celsus Polemaeanus, who belonged to a family of priests of Rome hailing from سارد؛ entering the Senate under فسبازيان, he was subsequently to be appointed proconsul of Asia under تراجان, possibly in 105/6. Celsus' son, Aquila, was also to be made suffectus in 110, although he is certainly remembered more as the builder of the famous library his father envisioned for Ephesus.
2. 1 2 3  Nicols، John (1978). Vespasian and the partes Flavianae, Issues 28-31. Steiner. ص. 109. ISBN:9783515023931. Tiberius Julius Celsus Polemaeanus (PIR2 J 260) was a Romanized اليونان of Ephesus or سارد who became the first eastern consul.
3. 1 2 3 4 5 6 7  "Cultural Choice and Political Identity in Honorific Portrait Statues in the Greek East in the Second Century A.D.". مطبعة جامعة كامبريدج on behalf of The Roman Society. كامبريدج and New York. ج. 88: 56–93. 1998. DOI:10.2307/300805. ISSN:0075-4358. JSTOR:300805.
4. 1 2  Casson، Lionel (2001). Libraries in the Ancient World. New Haven: Yale University Press. ص. 115.
5. ↑  Planet، Lonely. "Library of Celsus - Lonely Planet". Lonely Planet. مؤرشف من الأصل في 2023-05-26. اطلع عليه بتاريخ 2016-10-10.
6. ↑  Hanfmann, George Maxim Anossov (1975). From Croesus to Constantine: the cities of western Asia Minor and their arts in Greek and Roman times. University of Michigan Press. ص. 65. ISBN:9780472084203. ...statues (lost except for their bases) were probably of Celsus, consul in A.D. 92, and his son Aquila, consul in A.D. 110. A cuirass statue stood in the central niche of the upper storey. Its identification oscillates between Tiberius Julius Celsus Polemaeanus, who is buried in a sarcophagus under the library, and Tiberius Julius Aquila Polemaeanus, who completed the building for his father
7. ↑  "Library of Celsus". موسوعة تاريخ العالم  [لغات أخرى]‏. 22 يوليو 2018. مؤرشف من الأصل في 2023-07-03. اطلع عليه بتاريخ 2020-08-13.{{استشهاد ويب}}:  صيانة الاستشهاد: علامات ترقيم زائدة (link)
8. 1 2 3  Clyde E. Fant, Mitchell GReddish, A Guide to Biblical Sites in Greece and Turkey, Oxford: Oxford University Press, 2003, p. 194.
9. 1 2  Clive Foss, Ephesus After Antiquity: A Late Antique, Byzantine, and Turkish City, كامبريدج: مطبعة جامعة كامبريدج, 1979, p. 134.
10. 1 2  Hartwig Schmidt, 'Reconstruction of Ancient Buildings', in Marta de la Torre (ed.), The Conservation of Archaeological Sites in the Mediterranean Region (Conference, 6–12 May 1995, Getty Conservation Institute), Los Angeles: The Getty Conservation Institute, 1997, pp. 46-7.
11. ↑  Wallace، Richard؛ Williams، Wynne (1998). The Three Worlds of Paul of Tarsus. لندن and New York: روتليدج (دار نشر). ص. 106. ISBN:9780415135917. Apart from the public buildings for which such benefactors paid—the library at Ephesos, for example, recently reconstructed, built by Tiberius Iulius Aquila Polmaeanus in 110–20 in honour of his father Tiberius Iulius Celsus Polemaeanus, one of the earliest men of purely Greek origin to become a Roman consul.
12. 1 2 3 4 5 6  Finley، Susan (30 يناير 2014). "Celsus Library of Ephesus: The Man and the City behind the Famous Façade". Libri. ج. 64 ع. 3. DOI:10.1515/libri-2014-0021. ISSN:1865-8423. مؤرشف من الأصل في 2022-12-01.
13. ↑  C. Barton، Stephen (23 فبراير 2019). "Steve Walton, Paul R. Trebilco and David W. J. Gill (eds), The Urban World and the First Christians". Theology. ج. 122 ع. 2: 152–154. DOI:10.1177/0040571x18817441z. ISSN:0040-571X. مؤرشف من الأصل في 2022-12-01.
14. 1 2 3  Eidson، Diana (يوليو 2013). "The Celsus Library at Ephesus: Spatial Rhetoric, Literacy, and Hegemony in the Eastern Roman Empire". Advances in the History of Rhetoric. ج. 16 ع. 2: 189–217. DOI:10.1080/15362426.2013.828663. ISSN:1536-2426. مؤرشف من الأصل في 2022-12-01.
15. ↑  Houston، George W. (2001). Inside Roman Libraries: Book Collections and Their Management in Antiquity. New Haven: Yale University Press. ص. 193.
16. ↑  F. Hueber, V.M. Strocka, "Die Bibliothek des Celsus. Eine Prachtfassade in Ephesos und das Problem ihrer Wiederaufrichtung", Antike Welt 6 (1975), pp. 3 ss.
17. 1 2  Efe، Arzu (22 مايو 2019). "Total Quality Management in University Libraries: Middle East Technical University Library Example". Bilgi Dünyasi. DOI:10.15612/bd.2019.733. ISSN:2148-354X.
18. 1 2  Houston، George W. (2014). Inside Roman Libraries : Book Collections and Their Management in Antiquity. Chapel Hill: The University of North Carolina Press. ص. 189.
19. ↑  "Ephesus Library". www.kusadasi.biz. مؤرشف من الأصل في 2022-07-07. اطلع عليه بتاريخ 2016-10-10.
20. ↑  Casson، Lionel (2001). Libraries in the Ancient World. New Haven: Yale University Press. ص. 116.
21. ↑  "Review in Times Literary Supplement 1929"، D.H. Lawrence، Routledge، ص. 322–324، 11 يناير 2013، DOI:10.4324/9780203195116-93، ISBN:978-0-203-19511-6، مؤرشف من الأصل في 2022-12-01، اطلع عليه بتاريخ 2022-12-01
22. ↑  Houston، George W. (2014). Inside Roman Libraries: Book Collections and Their Management in Antiquity. Chapel Hill: The University of North Carolina Press. ص. 191.
23. ↑  Makowiecka, Elżbieta (1978). The origin and evolution of architectural form of Roman library. Wydaw-a UW. ص. 65. OCLC:5099783. After all, the library was simultaneously the sepulchral monument of Celsus and the crypt contained his sarcophagus. The very idea of honouring his memory by erecting a public library above his grave need not have been the original conception of Tiberius Iulius Aquila the founder of the library.
24. ↑  Houston، George W. (2014). Inside Roman Libraries: Book Collections and Their Management in Antiquity. Chapel Hill: The University of North Carolina Press. ص. 189, 191.
25. ↑  Ephesus.us. "Celsus Library, Ephesus Turkey". www.ephesus.us. مؤرشف من الأصل في 2023-06-28. اطلع عليه بتاريخ 2016-10-10.
26. ↑  Houston، George W. (2014). Inside Roman Libraries: Book Collections and Their Management in Antiquity. Chapel Hill: The University of North Carolina Press. ص. 190.
27. ↑  Casson، Lionel (2001). Libraries in the Ancient World. New Haven: Yale University Press. ص. 117.
28. ↑  Cakir, Ferit. “Structural Performance Evaluation of Reconstructed Masonry Structure: A Case of Ephesus Celsus Library in Turkey.” Journal on Computing and Cultural Heritage 15, no. 4 (2022): 1–26.
29. ↑  Central Bank of the Republic of Turkey نسخة محفوظة 15 يونيو 2009 على موقع واي باك مشين.. Banknote Museum: 7. Emission Group - Twenty Million Turkish Lira - I. Series نسخة محفوظة 2008-11-22 على موقع واي باك مشين.. – Retrieved on 20 April 2009.
30. ↑  Central Bank of the Republic of Turkey نسخة محفوظة 15 يونيو 2009 على موقع واي باك مشين.. Banknote Museum: 8. Emission Group - Twenty New Turkish Lira - I. Series نسخة محفوظة 2009-02-24 على موقع واي باك مشين..

Announcement on the Withdrawal of E8 New Turkish Lira Banknotes from Circulation نسخة محفوظة 2009-04-22 على موقع واي باك مشين., 8 May 2007. – Retrieved on 20 April 2009.

## روابط خارجية
- classics.uc.edu ، العمارة ، الدراسات الكلاسيكية ، الببليوغرافيا (المؤرشفة)
- إعادة بناء افتراضية لمكتبة سيلسوس في أفسس ، تركيا نسخة محفوظة 18 مايو 2022 على موقع واي باك مشين.